# بطاقة هوية الأشخاص ذوي الإعاقة الفلبينية

بطاقة هوية الأشخاص ذوي الإعاقة هو نوع من وثائق الهوية في الفلبين للأشخاص ذوي الإعاقة.

## الأساس
تم إضفاء الطابع المؤسسي على بطاقات هوية الأشخاص ذوي الإعاقة أو بطاقات الأشخاص ذوي الإعاقة في الفلبين من خلال قانون الجمهورية رقم 10754 أو قانون توسيع نطاق فوائد وامتيازات الأشخاص ذوي الإعاقة.

## الإصدار والأهلية
بطاقات الهوية الصادرة على مستوى البلدية أو المدينة، وتحديدًا مكتب شؤون الأشخاص ذوي الإعاقة التابع لوحدة الحكومة المحلية. ووفقًا للأمر الإداري رقم 001 لعام 2008 الصادر عن المجلس الوطني لشؤون الإعاقة، تُصدر البطاقات للأشخاص ذوي الإعاقات الدائمة ضمن الفئات التالية:
- ضعف الكلام.
- صعوبات التعلم.
- الإعاقة الذهنية.
- الإعاقة العقلية.
- الإعاقة البصرية.
- الإعاقة النفسية الاجتماعية.
- الإعاقة الجسدية.
- الصم وضعاف السمع.
- سرطان.
- الأمراض النادرة.

## الفوائد المرفقة
يمكن لحاملي بطاقات ذوي الإعاقة الاستفادة من الخصومات والإعفاءات من ضريبة القيمة المضافة على سلع وخدمات معينة.
- خصم 20% على المواد الغذائية والأدوية والخدمات الطبية والترفيه مثل الأفلام والحفلات الموسيقية.
- خصومات على السفر الداخلي (الجوي والبحري والمواصلات العامة).
- أولوية الوصول من خلال الممرات السريعة في جميع المنشآت.

في عام 2022، أصدرت الهيئات الحكومية الفلبينية مذكرات توضيحية تُفيد بأن عمليات الشراء عبر الإنترنت مُغطاة أيضًا. سيُطلب من حاملي هذه الرخصة تقديم إثبات هويتهم للبائعين/المزودين. ويشمل هذا خدمات نقل الركاب مثل جراب وأنجكاس.
يمكن لركاب نظام أل آر تي/ أم آر تي الاستفادة من بطاقة بيب الذكية الخاصة للحصول على أسعار مخفضة. كما يمكنهم أيضًا الوصول إلى أول بابين من السيارة الأولى في القطار في خط أم آر تي-3 إلى جانب كبار السن والنساء الحوامل والأشخاص الذين يرافقون الأطفال.

## التصميم والتخطيط
بخلاف وثائق الهوية الفلبينية الأخرى، مثل جواز السفر ورخصة القيادة، لا يوجد تصميم أو تخطيط موحد لبطاقة هوية الأشخاص ذوي الإعاقة، بل يختلف باختلاف البلدية أو المدينة المُصدرة لها.
في يناير 2025، أعلنت الهيئة الوطنية للإعاقة أنها ستقوم بإنشاء تصميم موحد لبطاقة هوية الأشخاص ذوي الإعاقة مع ميزات أمان بالإضافة إلى قاعدة بيانات.
رقم هوية إدارة الأشغال العامة
يعتمد رقم هوية الأشخاص ذوي الإعاقة على الرمز الجغرافي الفلبيني القياسي الصادر عن مجلس التنسيق الإحصائي الوطني. الصيغة هي آر آر-بي بي أم أم- بيي بيي بيي-أن أن أن أن أن ان حيث:
| رقم                 | ملحوظات                                                                                       |
| ------------------- | --------------------------------------------------------------------------------------------- |
| ر ر                 | رمز المنطقة المكون من رقمين                                                                   |
| ب ب                 | رمز المقاطعة المكون من رقمين                                                                  |
| مم                  | رمز البلدية المكون من رقمين                                                                   |
| مكتب الأعمال الأفضل | رمز القرية المكون من 3 أرقام (الرقم الافتراضي هو 000 ما لم تكن هناك قرى محددة تصدر هذا الرمز) |
| نن ...              | رقم تسلسلي مكون من 7 أرقام.                                                                   |

عمليًا، تُصدر بعض وحدات الحكومة المحلية بطاقات هوية للأشخاص ذوي الإعاقة بصيغة ترقيم مختلفة قليلاً. يتمثل هذا الاختلاف في أن بعض المناطق تستخدم أرقامًا متسلسلة من خمسة أرقام بدلًا من سبعة.

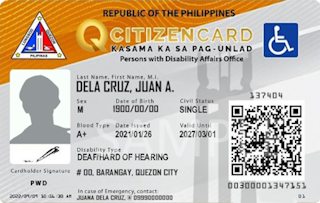
بطاقة أورانج كيو سيتيزن الصادرة عن مدينة كيزون للأشخاص ذوي الإعاقة.

## الإصدار حسب المنطقة
تتمتع مدينة كيزون ببطاقة هوية موحدة خاصة بها، وهي بطاقة هوية المواطن، والتي يمكن إصدارها لجميع سكانها والتي أطلقتها في يناير 2021. بطاقة هوية المواطن ذات الشريط البرتقالي هي بطاقة هوية الأشخاص ذوي الإعاقة وتم طرحها لأول مرة في أغسطس 2021.

## بطاقات مزورة ومكتسبة بطريقة غير مشروعة
أصدر روني أونج من قائمة حزب آنج بروبينسيانو قرارًا في مجلس النواب في عام 2020 يدعو إلى إجراء تحقيق في انتشار بطاقات الأشخاص ذوي الإعاقة المزيفة مستشهدًا بحالة جميع أفراد عائلة مكونة من ستة أفراد في مدينة كيزون وهم حاملو بطاقات الأشخاص ذوي الإعاقة الفردية.
تؤكد مجموعة "ريستو بي إتش"، وهي مجموعة من مالكي المطاعم، وجود حالات متعددة لعائلات بأكملها تستفيد من خصومات ذوي الإعاقة. وفي ورقة موقف صادرة في أغسطس 2024، ذكرت المجموعة أن خصومات ذوي الإعاقة "على وشك أن تتجاوز، أو أنها تتجاوز بالفعل، خصومات كبار السن بمعدلات مقلقة في عدد كبير من المطاعم"، على الرغم من أن عدد كبار السن المسجلين يفوق عدد الأشخاص ذوي الإعاقة اعتبارًا من تعداد 2020.
ناضلت منظمة رستو بي اتش من أجل حقوقها في التحقق من هويات الأشخاص ذوي الإعاقة المزيفة المشتبه بها.
ظهرت مشاكل في التحقق من الهويات عبر قاعدة بيانات وزارة الصحة ، حيث لم تظهر سجلات بعض حامليها الشرعيين. كما أن بعض وحدات الحكومة المحلية لا تتبع نظام ترقيم موحدًا عمليًا.
أصدرت وزارة العدل رأيًا قانونيًا في 27 يناير 2025 مفاده أن المؤسسات لا يمكنها رفض الخصومات حتى لو لم يكن من الممكن التحقق من بطاقاتها على الفور.
طلقت وزارة الرعاية الاجتماعية والتنمية نظام هوية موحد في ديسمبر 2024 لمكافحة انتشار بطاقات الهوية المزيفة.